# Carlo Francesco Ferraris

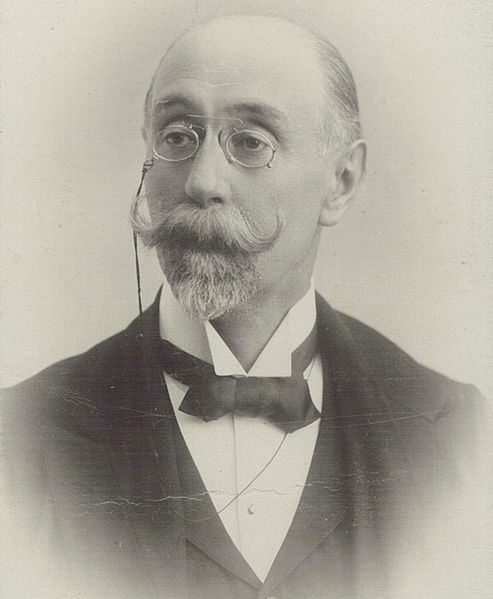
Carlo Ferraris.

Carlo Francesco Ferraris, född 1850 i Moncalvo, död 1924 i Rom, var en italiensk nationalekonom, statistiker och politiker.
Ferraris blev e.o. professor i Pavia 1878, direktör i ministeriet för jordbruk, industri och handel 1883 och professor i statistik och förvaltningsrätt i Padua 1885, Han var en av de främsta banbrytarna i Italien för den tyska realistiska riktningen inom nationalekonomin. Han var minister för offentliga arbeten i Alessandro Fortis första ministär (mars till december 1905).